# Mac Danzig
Mac Danzig (Cleveland, Ohio; 2 de enero de 1980) es un exartista marcial mixto estadounidense que compitió en la categoría de peso ligero en Ultimate Fighting Championship.

## Primeros años
Danzig es de ascendencia alemana y escocesa-irlandesa, se crio en el área metropolitana de Pittsburgh antes de trasladarse a Los Ángeles para seguir con su carrera.

## Carrera en artes marciales mixtas

### Ultimate Fighting Championship
Después de derrotar a Tom Speer en la final del The Ultimate Fighter 6, Danzig se enfrentó a Mark Bocek el 19 de abril de 2008 en UFC 83. Danzig ganó la pelea por sumisión en la primera ronda.
Danzig se enfrentó a Clay Guida el 17 de septiembre de 2008 en UFC Fight Night 15. Danzig perdió la pelea por decisión unánime.
Ya en 2009, Danzig se enfrentó a Josh Neer el 7 de febrero de 2009 en UFC Fight Night 17. Danzig perdió la pelea por sumisión en la segunda ronda. Tras el evento, ambos peleadores ganaron el premio a la Pelea de la Noche. En julio del mismo año, Danzig se enfrentó y perdió ante Jim Miller el 11 de julio de 2009 en UFC 100.
Danzig se enfrentó a Justin Buchholz el 6 de febrero de 2010 en UFC 109. Danzig ganó la pelea por decisión unánime. En junio del mismo año, Danzig perdió ante Matt Wiman por sumisión en la primera ronda en UFC 115. A finales de año, Danzig ganó a Joe Stevenson por nocaut en la primera ronda, ganando así el premio al KO de la Noche.
En su primera pelea de 2011, Danzig volvió a enfrentarse a Matt Wiman en UFC on Versus 6 con el que perdió de nuevo por decisión unánime. Tras el evento, ambos peleadores ganaron el premio a la Pelea de la Noche.
Danzig se enfrentó a Efraín Escudero el 21 de abril de 2012 en UFC 145. Danzig ganó la pelea por decisión unánime.
Danzig se enfrentó a Takanori Gomi el 10 de noviembre de 2012 en UFC on Fuel TV 6. Danzig perdió la pelea por decisión dividida. Tras el evento, ambos peleadores ganaron el premio a la Pelea de la Noche.
En 2013, Danzig se enfrentó a Melvin Guillard en UFC on Fox 8 con el que perdió por nocaut en la segunda ronda. En diciembre del mismo año, Danzig se enfrentó a Joe Lauzon en UFC on Fox 9 con el que perdió por decisión unánime.
Después de su derrota ante Lauzon, Danzig anunció su retiro de las AMM, el 4 de marzo de 2014.

## Vida personal
Danzig tuvo una hija, Nova, en noviembre de 2008.
Danzig es vegano estricto desde 2004 y es un defensor de los derechos de los animales.

## Campeonatos y logros
- Ultimate Fighting Championship
  - Ganador del The Ultimate Fighter 6
  - Pelea de la Noche (Tres veces)
  - KO de la Noche (Una vez)

- King of the Cage
  - Campeón de Peso Ligero (Una vez)
  - Cuatro defensas exitosas del título

- Extreme Challenge Trials
  - Campeón Regional 2001
  - Campeón Nacional 2001

- Gladiator Challenge
  - Campeón de Peso Ligero (Una vez)

## Récord en artes marciales mixtas
| Récord profesional | Récord profesional | Récord profesional |
| 35 peleas          | 22 victorias       | 12 derrotas        |
| ------------------ | ------------------ | ------------------ |
| Nocaut             | 5                  | 2                  |
| Sumisión           | 11                 | 2                  |
| Decisión           | 6                  | 8                  |
| Sin resultado      | 1                  | 1                  |

| Resultado | Récord  | Oponente          | Método                      | Evento                               | Fecha                    | Ronda | Tiempo | Localización            | Notas                                          |
| --------- | ------- | ----------------- | --------------------------- | ------------------------------------ | ------------------------ | ----- | ------ | ----------------------- | ---------------------------------------------- |
| Derrota   | 21–12–1 | Joe Lauzon        | Decisión (unánime)          | UFC on Fox: Johnson vs. Benavidez 2  | 14 de diciembre de 2013  | 3     | 5:00   | Sacramento, California  |                                                |
| Derrota   | 21–11–1 | Melvin Guillard   | KO (golpes)                 | UFC on Fox: Johnson vs. Moraga       | 27 de julio de 2013      | 2     | 2:47   | Seattle, Washington     |                                                |
| Derrota   | 21–10–1 | Takanori Gomi     | Decisión (dividida)         | UFC on Fuel TV: Franklin vs. Le      | 10 de noviembre de 2012  | 3     | 5:00   | Macao                   | Pelea de la Noche.                             |
| Victoria  | 21–9–1  | Efraín Escudero   | Decisión (unánime)          | UFC 145                              | 21 de abril de 2012      | 3     | 5:00   | Atlanta, Georgia        |                                                |
| Derrota   | 20–9–1  | Matt Wiman        | Decisión (unánime)          | UFC Live: Cruz vs. Johnson           | 1 de octubre de 2011     | 3     | 5:00   | Washington D. C.        | Pelea de la Noche.                             |
| Victoria  | 20–8–1  | Joe Stevenson     | KO (golpe)                  | UFC 124                              | 11 de diciembre de 2010  | 1     | 1:54   | Montreal                | KO de la Noche.                                |
| Derrota   | 19–8–1  | Matt Wiman        | Sumisión (guillotine choke) | UFC 115                              | 12 de junio de 2010      | 1     | 1:45   | Vancouver               |                                                |
| Victoria  | 19–7–1  | Justin Buchholz   | Decisión (unánime)          | UFC 109                              | 6 de febrero de 2010     | 3     | 5:00   | Las Vegas, Nevada       |                                                |
| Derrota   | 18–7–1  | Jim Miller        | Decisión (unánime)          | UFC 100                              | 11 de julio de 2009      | 3     | 5:00   | Las Vegas, Nevada       |                                                |
| Derrota   | 18–6–1  | Josh Neer         | Sumisión (triangle choke)   | UFC Fight Night: Lauzon vs. Stephens | 7 de febrero de 2009     | 2     | 3:36   | Tampa, Florida          | Pelea de la Noche.                             |
| Derrota   | 18–5–1  | Clay Guida        | Decisión (unánime)          | UFC Fight Night: Díaz vs. Neer       | 17 de septiembre de 2008 | 3     | 5:00   | Omaha, Nebraska         |                                                |
| Victoria  | 18–4–1  | Mark Bocek        | Sumisión (rear-naked choke) | UFC 83                               | 19 de abril de 2008      | 3     | 3:48   | Montreal                | Retorno al Peso Ligero.                        |
| Victoria  | 17–4–1  | Tom Speer         | Sumisión (rear-naked choke) | The Ultimate Fighter 6 Finale        | 8 de diciembre de 2007   | 1     | 2:01   | Las Vegas, Nevada       | Ganó el The Ultimate Fighter 6.                |
| Derrota   | 16–4–1  | Hayato Sakurai    | KO (golpe)                  | PRIDE 33                             | 24 de febrero de 2007    | 2     | 4:01   | Las Vegas, Nevada       |                                                |
| Derrota   | 16–3–1  | Clay French       | Decisión (dividida)         | KOTC: Hard Knocks                    | 19 de enero de 2007      | 3     | 5:00   | Rockford, Illinois      | Perdió el Campeonato de Peso Ligero de KOTC.   |
| Victoria  | 16–2–1  | John Mahlow       | Decisión (unánime)          | KOTC: Detonator                      | 29 de septiembre de 2006 | 3     | 5:00   | Calgary                 | Defendió el Campeonato de Peso Ligero de KOTC. |
| Victoria  | 15–2–1  | Buddy Clinton     | Decisión (unánime)          | KOTC: Rapid Fire                     | 4 de agosto de 2006      | 3     | 5:00   | San Jacinto, California | Defendió el Campeonato de Peso Ligero de KOTC. |
| Victoria  | 14–2–1  | Orlando Ruiz      | TKO (golpes)                | KOTC: Karnage                        | 22 de abril de 2006      | 1     | 3:08   | Calgary                 | Defendió el Campeonato de Peso Ligero de KOTC. |
| Victoria  | 13–2–1  | Jason Ireland     | Decisión (unánime)          | KOTC: Drop Zone                      | 18 de marzo de 2006      | 3     | 5:00   | Mt. Pleasant, Míchigan  | Defendió el Campeonato de Peso Ligero de KOTC. |
| Victoria  | 12–2–1  | Takumi Nakayama   | TKO (parada del equipo)     | KOTC: Execution Day                  | 29 de octubre de 2005    | 3     | 2:45   | Reno, Nevada            | Ganó el Campeonato de Peso Ligero de KOTC.     |
| Victoria  | 11–2–1  | Frank Kirmse      | Sumisión (rear-naked choke) | KOTC: Shock and Awe                  | 1 de octubre de 2005     | 1     | 1:45   | Edmonton                |                                                |
| Victoria  | 10–2–1  | Nick Ertl         | TKO (parada médica)         | GC 42: Summer Slam                   | 10 de septiembre de 2005 | 1     | 4:14   | Lakeport, California    |                                                |
| Victoria  | 9–2–1   | Mike Valdez       | Sumisión (rear-naked choke) | KOTC 54: Mucho Machismo              | 12 de junio de 2005      | 1     | 4:13   | San Jacinto, California |                                                |
| Victoria  | 8–2–1   | Luke Spencer      | Sumisión (rear-naked choke) | IFC: Caged Combat                    | 21 de mayo de 2005       | 1     | 1:56   | Columbus, Ohio          |                                                |
| Victoria  | 7–2–1   | Max Marin         | Sumisión (triangle choke)   | IFC: Mayhem in Montana               | 30 de abril de 2005      | 1     | 3:39   | Billings, Montana       |                                                |
| Victoria  | 6–2–1   | Brandon Olsen     | Sumisión (rear-naked choke) | IFC: Mayhem in Montana               | 30 de abril de 2005      | 2     | 2:12   | Billings, Montana       |                                                |
| Victoria  | 5–2–1   | Akbarh Arreola    | TKO (golpes)                | RM 5: Road to the Championship       | 27 de junio de 2004      | 1     | 1:22   | Tijuana                 |                                                |
| Empate    | 4–2–1   | Jason Von Flue    | Empate                      | Gladiator Challenge 25               | 20 de abril de 2004      | 2     | 5:00   | Porterville, California |                                                |
| Derrota   | 4–2     | LaVerne Clark     | Decisión (unánime)          | Extreme Challenge 54                 | 12 de octubre de 2003    | 3     | 3:00   | Lakemoor, Illinois      |                                                |
| Victoria  | 4–1     | Tripstin Kersiano | Sumisión (rear-naked choke) | Gladiator Challenge 14               | 16 de febrero de 2003    | 2     | 1:49   | Porterville, California |                                                |
| Derrota   | 3–1     | Kurt Pellegrino   | Decisión (unánime)          | WEC 4                                | 31 de agosto de 2002     | 3     | 5:00   | Uncasville, Connecticut |                                                |
| Victoria  | 3–0     | Brandon Bledsoe   | Sumisión (rear-naked choke) | Gladiator Challenge 10               | 14 de abril de 2002      | 1     | 0:56   | Colusa, California      |                                                |
| Victoria  | 2–0     | Ray Totorico      | Sumisión (omoplata)         | Reality Combat Fighting 12           | 20 de octubre de 2001    | 1     | 1:30   | Houma, Luisiana         |                                                |
| Victoria  | 1–0     | Cedric Stewart    | Decisión (dividida)         | Extreme Challenge Trials             | 7 de octubre de 2001     | 3     | 5:00   | Decatur, Illinois       |                                                |